# Risåstjärnen (Storsjö socken, Härjedalen, 697646-136813)
Risåstjärnen är en sjö i Bergs kommun i Härjedalen och ingår i Ljungans huvudavrinningsområde. Sjön har en area på 0,0907 kvadratkilometer och ligger 638,7 meter över havet.

## Delavrinningsområde
Risåstjärnen ingår i det delavrinningsområde (697736-136939) som SMHI kallar för Utloppet av Ytter-Röversjön. Medelhöjden är 654 meter över havet och ytan är 10,6 kvadratkilometer. Räknas de 19 avrinningsområdena uppströms in blir den ackumulerade arean 156,96 kvadratkilometer. Rövran som avvattnar avrinningsområdet har biflödesordning 2, vilket innebär att vattnet flödar genom totalt 2 vattendrag innan det når havet efter 306 kilometer. Avrinningsområdet består mestadels av skog (75 procent). Avrinningsområdet har 2,25 kvadratkilometer vattenytor vilket ger det en sjöprocent på 21,2 procent.